# Pittura metafisica

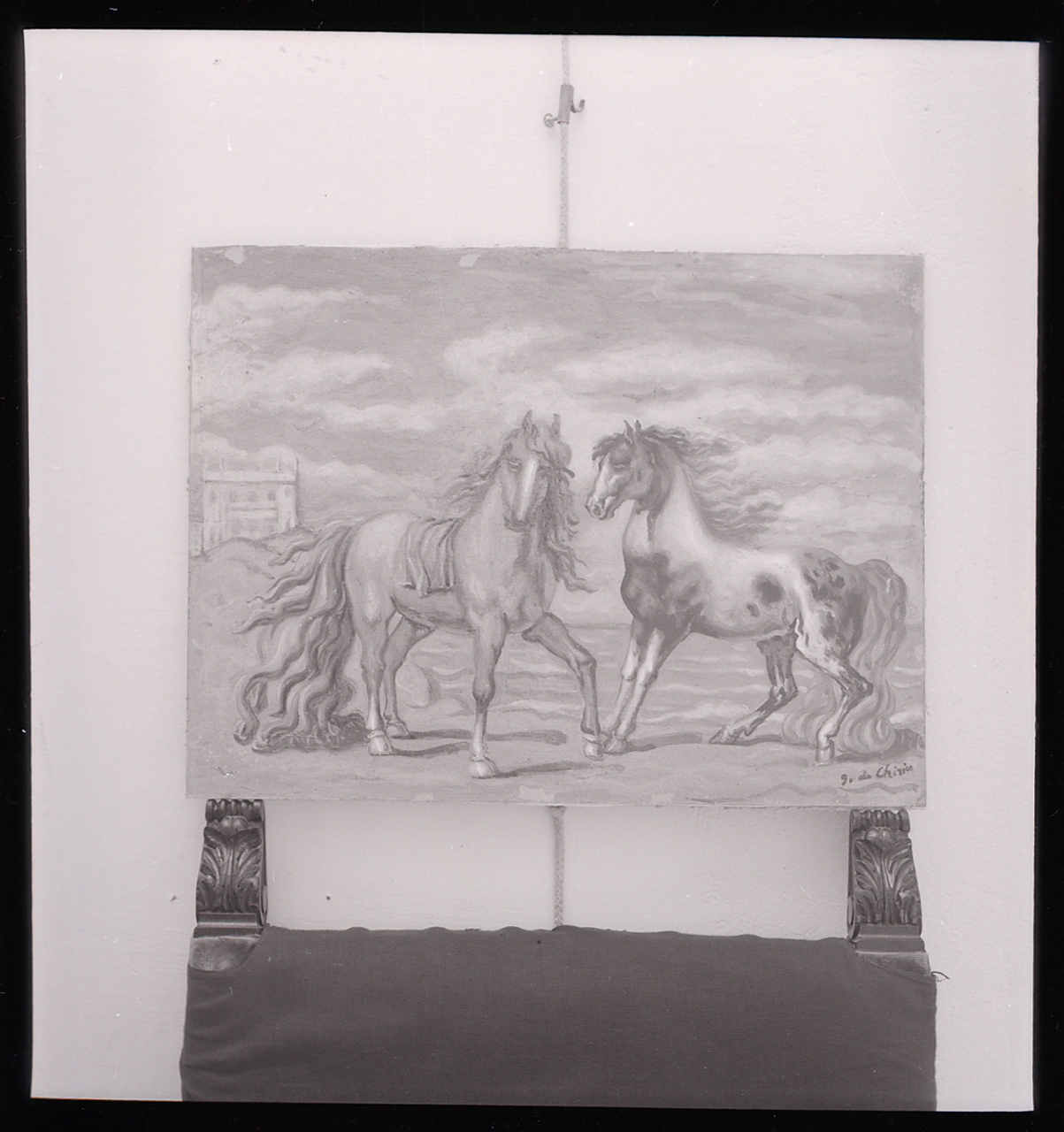
Giorgio de Chirico, Cavalli (foto Paolo Monti. Fondo Paolo Monti, BEIC).

Pittura metafisica is een kunstrichting in de moderne Italiaanse kunst, waaraan vanaf 1917 vooral G. de Chirico en Carlo Carrà ten grondslag liggen en die ook door hen werd ontwikkeld.
Zonder een school of enige groepering te vormen, was het de Italiaanse schilder Giorgio De Chirico die vanaf 1910 inhoud gaf aan de pittura metafisica met zijn bekende reeks Places d'Italie tijdens zijn verblijf in Parijs.
In de metafisica-stijlbeweging werd het reële beeld verdrongen in een poëtische droomwereld van leegte en stilte, ver af van het kubisme en tegengesteld aan het futurisme. Benauwende schaduwen buiten proporties, vreemde instrumenten buiten maat, scherpe kleuren die een tijdloze sfeer suggereren en waar het doodgewone verrassend vreemd wordt, binnen het niet meer afgewezen traditionele perspectief, creëren een indruk van vreemde bewegingloosheid en leiden tot de symbolische uitdrukking van een nieuwe en mysterieuze binding met de alledaagse wereld.
De ontmoeting, in 1916, in een militair hospitaal te Ferrara, tussen De Chirico, zijn broer Alberto Savinio en Carlo Carrà betekende de culminante fase. Vooral voor Carrà was de terugkeer uit het rumoerige futurisme, met het plastische dynamisme, naar de vreemde stilte van de metafisica een ommekeer. Vanaf 1918 ging ook Giorgio Morandi de weg op van de soberheid en de zuiverheid. Na 1920 hield de beweging op.
Metafysische werken worden bewaard in de musea van Milaan (Coll. Jucker, Jesi, Toninelli, Mattioli), Londen (Coll. Penrose), New York (M.O.M.A), Chicago (Art Inst.), Stockholm (Nm.) en Venetië (Sticht. Guggenheim).
absolute schilderkunst ·  abstract expressionisme · abstracte kunst · academische kunst · actionpainting · art brut · art deco · classicisme · colorfieldpainting · dadaïsme · expressionisme · fauvisme · figuratieve kunst · futurisme · hard edge · hyperrealisme · impressionisme · informele schilderkunst · jugendstil · kubisme · luminisme · magisch realisme · maniërisme · minimal art · naïeve kunst · naturalisme · neo-expressionisme · neo-impressionisme · nieuwe beelding · nieuwe zakelijkheid · op-art · orphisme · oriëntalisme · piëtisme · pittura metafisica · pixel art · pointillisme · popart · postimpressionisme · prerafaëlieten · primitivisme · realisme · romaans . romantiek · sociaal realisme · suprematisme · surrealisme · symbolisme · tachisme